# Europese kampioenschappen veldrijden 2021 - Meisjes junioren
Het Europees kampioenschap veldrijden 2021 voor meisjes junioren werd gehouden op zaterdag 6 november op de VAM-berg in het Nederlandse Wijster. De Britse Zoe Bäckstedt won haar eerste titel bij de junioren.

## Uitslag
| Pos.          | Renster                 | Land                | Tijd       |
| ------------- | ----------------------- | ------------------- | ---------- |
| Europese trui | Zoe Bäckstedt           | Verenigd Koninkrijk | 44'01"     |
| Zilver        | Leonie Bentveld         | Nederland           | + 1'06"    |
| Brons         | Nienke Vinke            | Nederland           | + 1'30"    |
| 4             | Xaydée Van Sinaey       | België              | + 1'56"    |
| 5             | Monique Halter          | Zwitserland         | + 2'17"    |
| 6             | Federica Venturelli     | Italië              | + 2'40"    |
| 7             | Mirre Knaven            | Nederland           | + 2'49"    |
| 8             | Lilou Fabrègue          | Frankrijk           | + 2'53"    |
| 9             | Ella Maclean-Howell     | Verenigd Koninkrijk | + 2'57"    |
| 10            | Libby Bell              | Verenigd Koninkrijk | + 3'01"    |
| 11            | Eliska Hanáková         | Tsjechië            | + 3'13"    |
| 12            | Lauren Molengraaf       | Nederland           | + 3'26"    |
| 13            | Valentina Corvi         | Italië              | + 3'28"    |
| 14            | Julia Kopecký           | Tsjechië            | + 3'50"    |
| 15            | Cleo Kiekens            | België              | + 4'05"    |
| 16            | Electa Gallezot         | Frankrijk           | + 4'17"    |
| 17            | Sophie Auer             | Italië              | + 4'22"    |
| 18            | Bibi Verzijl            | Nederland           | + 4'24"    |
| 19            | Pem Hoefmans            | Nederland           | + 4'31"    |
| 20            | Alma Johansson          | Zweden              | + 4'44"    |
| 21            | Barbora Jerabkova       | Tsjechië            | + 4'49"    |
| 22            | Vanda Dlasková          | Tsjechië            | + 5'12"    |
| 23            | Elizabeth McKinnon      | Verenigd Koninkrijk | + 5'21"    |
| 24            | Julie Bego              | Frankrijk           | + 5'32"    |
| 25            | Lisa Canciani           | Italië              | z.t.       |
| 26            | Karla Nováková          | Tsjechië            | + 5'41"    |
| 27            | Elisabeth Ebras         | Estland             | + 5'43"    |
| 28            | Malwina Mul             | Polen               | + 5'51"    |
| 29            | Terézia Ciriaková       | Slowakije           | + 6'22"    |
| 30            | Stina Kagevi            | Zweden              | + 6'26"    |
| 31            | Niamh Murphy            | Verenigd Koninkrijk | + 6'44"    |
| 32            | Lore Sas                | België              | + 6'47"    |
| 33            | Cloë Van Den Eede       | België              | + 7'01"    |
| 34            | Katerina Hladiková      | Tsjechië            | - 1 ronde  |
| 35            | Nora Fischer            | Oostenrijk          | - 1 ronde  |
| 36            | Jule Märkl              | Duitsland           | - 1 ronde  |
| 37            | Febe De Smedt           | België              | - 1 ronde  |
| 38            | Julie Lillelund         | Denemarken          | - 1 ronde  |
| 39            | Xenna De Bruyckere      | België              | - 1 ronde  |
| 40            | Vania Rico Ucles        | Spanje              | - 1 ronde  |
| 41            | Annabrit Prants         | Estland             | - 1 ronde  |
| 42            | Marta Beti Perez        | Spanje              | - 1 ronde  |
| 43            | Laura Maria Mira Juarez | Spanje              | - 2 rondes |
| 44            | Uxia Soto Alvarez       | Spanje              | - 2 rondes |
| 45            | Nette Coppens           | België              | - 2 rondes |
|               | Laura Lizette Sander    | Estland             | DNF        |

| Pos. | Punten | Prijzengeld |
| ---- | ------ | ----------- |
| 1    | 30     | € 350       |
| 2    | 20     | € 200       |
| 3    | 15     | € 150       |
| 4    | 12     | -           |
| 5    | 10     | -           |
| 6    | 8      | -           |
| 7    | 6      | -           |
| 8    | 4      | -           |
| 9    | 2      | -           |
| 10   | 1      | -           |

## Reglementen

### Landenquota
Nationale federaties mochten het volgende aantal deelnemers inschrijven:
- 8 rijdsters + 4 reserve rijdsters

### Startvolgorde
De startvolgorde per categorie was als volgt:
1. Meest recente UCI ranking veldrijden
2. Niet gerangschikte rensters: per land in rotatie (o.b.v. het landenklassement van het laatste WK). De startvolgorde van niet gerangschikte rensters binnen een team werd bepaald door de nationale federatie.

2019 ·
2020 ·
2021 ·
2022